# Разкулачване
Разкулачване (на руски: раскулачивание) е кампания на колективизацията в СССР, част от икономическите репресии в СССР, включващи арести, депортации или екзекуции на милиони богати селяни (кулаци) и техните семейства. Преразпределението на земеделската земя започва през 1917 г. и продължава до около 1933 г., но най-активно протича в периода 1929 – 1932 г., част от първата петилетка. За да улесни експроприацията на земеделски земи, съветското правителство поставя като цел „ликвидиране на кулаците като социална класа“ на 27 декември 1929 г., представяйки кулаците като класов враг на Съветския съюз, включително арести, депортации и екзекуции на кулаци.
През февруари 1930 г. е приет закон за ликвидиране на кулашките стопанства. Кулачеството е разделено на три категории: в първата са включени организаторите на антиколхозни и антисъветски действия – те подлежат на арест и съд. Най-едрите кулаци, макар и мирни, се отнасят към втората категория и подлежат на изселване в други райони. Останалите кулашки стопанства подлежат на частична конфискация, а собствениците им – на изселване извън областта на настоящето местожителство. По време на разкулачването са ликвидирани над 1 милион стопанства (около 15% от селските дворове):с. 439
В периода 1930 – 1931 г. са депортирани над 1,8 милиона селяни. Кампанията има официална цел да се бори с контрареволюцията и да изгради социализма в провинцията. С хода на колективизацията в Съветския съюз цялото селско стопанство и селскостопанските работници биват подчинени на държавата.